# Appalachia arcana
Appalachia arcana é uma espécie de insecto da família Acrididae.
É endémica dos Estados Unidos da América.